# W piątą stronę świata
 W piątą stronę świata – polski serial telewizyjny dla młodzieży wyprodukowany przez Telewizję Polską w 1990 roku. Powstał na podstawie dwóch powieści Adama Bahdaja: Telemach w dżinsach oraz Gdzie twój dom, Telemachu? Film miał swoją premierę latem 1992 roku, w wakacyjnym bloku telewizyjnym dla dzieci i młodzieży „teleferie”, na antenie TVP1.

## Opis fabuły
14-letniego Maćka Łańko, wychowanka domu dziecka odwiedza „wujek”, oficer na statku marynarki handlowej. Razem wyruszają na kilkudniową wycieczkę, która pozwala im się lepiej poznać. W trakcie wycieczki chłopak poznaje uroki marynarskiego fachu. Po powrocie do sierocińca, mężczyzna zapewnia Maćka, że za kilka dni wróci, musi załatwić tylko kilka ważnych spraw. Po jego wyjeździe, Maciek przez przypadek dowiaduje się, że „wujek” jest tak naprawdę jego ojcem. Gdy w ciągu kilku dni mężczyzna się nie pojawia, Maciek postanawia opuścić dom dziecka i samodzielnie odszukać ojca.

## Spis odcinków
1. Niespodziewana wizyta
2. Nowi przyjaciele
3. Paczka z wybrzeża
4. Gdzie jest ojciec?
5. Przyjaciół poznaje się w biedzie
6. Ciężka próba
7. Męska sprawa
8. Gdzie twój dom Telemachu?

## Obsada aktorska
- Rafał Zwierz − Maciej Łańko
- Tomasz Grochoczyński − Turaj "Jojo"
- Roch Siemianowski − Władysław Michalski, ojciec Maćka
- Marian Dziędziel − Sielicki, dyrektor domu dziecka
- Barbara Sołtysik − Maria Sulejowa
- Mirosława Marcheluk − Joanna Olska
- Zbigniew Bielski − Ireneusz Olski
- Bogusław Sochnacki − leśniczy Durajski
- Andrzej Jurczak − gajowy Madziak
- Marek Siudym − Franek Brzega
- Agnieszka Krukówna − Dorota
- Jowita Budnik − Hanka Sulejówna
- Eugeniusz Korczarowski − robotnik leśny
- Małgorzata Lipmann − Sabina
- Magdalena Scholl − "Pesta"
- Piotr Zawadzki − Franek
- Mirosław Krawczyk − oskarżony w procesie marynarzy
- a także: Bogumił Antczak, Joanna Bogacka, Małgorzata Boratyńska, Irena Burawska, Alicja Cichecka, Janusz Dąbrowski, Barbara Dzido-Lelińska, Ryszard Fischbach, Katarzyna Gałaj, Elżbieta Goetel, Andrzej Herder, Piotr Jankowski, Joanna Kurowska, Sylwester Maciejewski, Stanisław Wojciech Malec, Kazimierz Meres, Romuald Michalewski, Stanisław Michalski, Zbigniew Płoszaj, Tomasz Podolak, Barbara Połomska, Ryszard Radwański, Adam Siciński, Paweł Siedlik, Michał Stasiak, Eugeniusz Wałaszek, Marcin Wasilewski, Jolanta Zaworska